# Comatulidina
Comatulidina — підряд морських лілій з ряду Comatulida.

## Систематика
- Підряд Comatulidina
  - Надродина Antedonadea
    - Родина Antedonidae
    - Родина Pentametrocrinidae
    - Родина Zenometridae

  - Надродина Atelecrinadea
    - Родина Atelecrinidae

  - Надродина Comasteradea
    - Родина Comasteridae

- - Надродина Himerometroidea
    - Родина Colobometridae
    - Родина Eudiocrinidae
    - Родина Himerometridae
    - Родина Mariametridae
    - Родина Zygometridae

  - Надродина Notocrinadea
    - Родина Aporometridae
    - Родина Notocrinidae

  - Надродина Tropiometradea
    - Родина Asterometridae
    - Родина Calometridae
    - Родина Charitometridae
    - Родина Ptilometridae
    - Родина Thalassometridae
    - Родина Tropiometridae

- Поза систематики:
  - рід Ausichicrinites